# Koreas tre kungariken

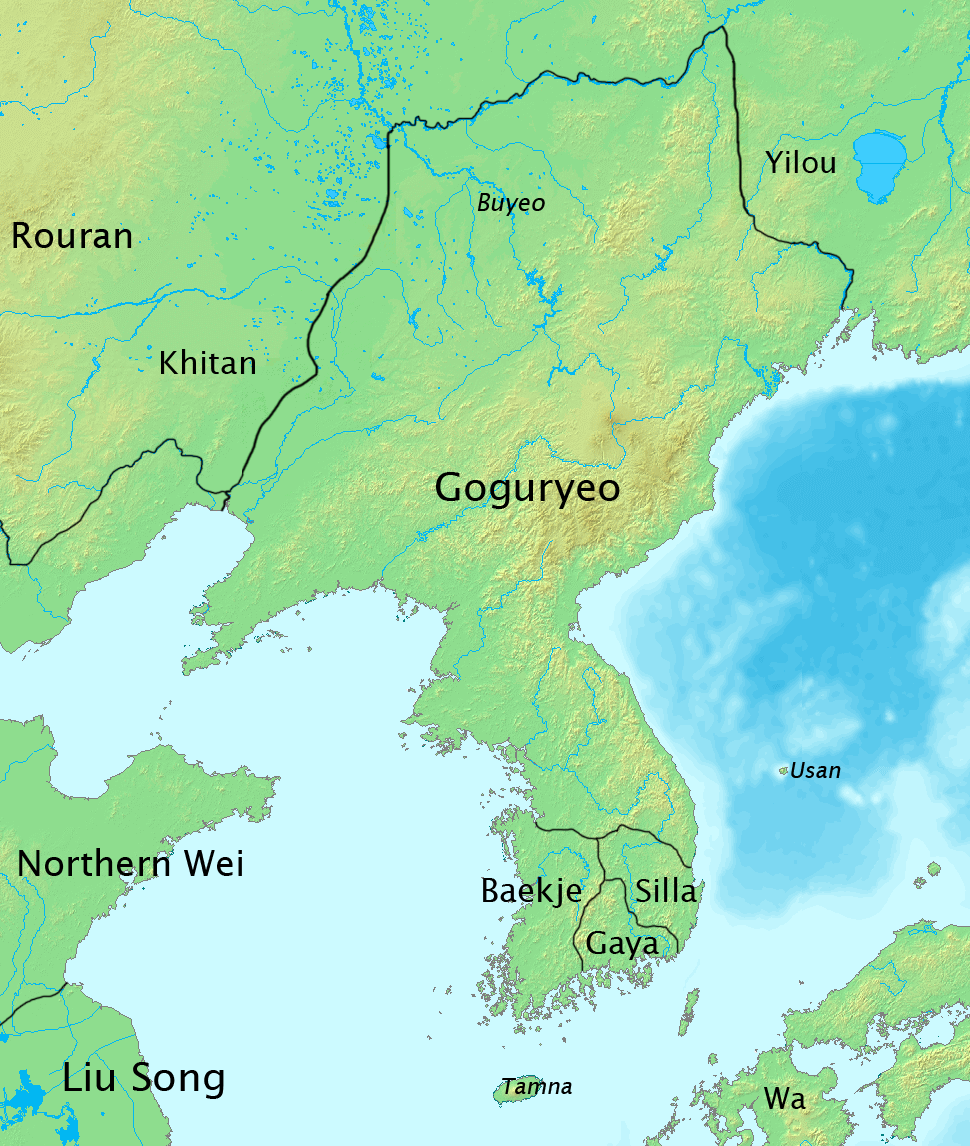
Koreas tre kungadömen vid 400-talets slut

De tre kungarikena i Korea syftar på de tre stora:
- Koguryo
- Paekche
- Silla

Dessa regerade på Koreahalvön och i Manchuriet mellan det första århundradet f.Kr. och 600-talet samtidigt med flera mindre kungariken och stammar som Gaya, Dongye, Okjeo, Buyeo, Usan och Tamna.
Under denna period blev det kulturella inflödet av konst, buddhism och skriftsystem med mera från Kina till Koguryo i norr omfattande och vidarefört i assimilerad form genom Paekche i söder till Japan.
År 668 besegrade Silla sin granne Koguryo efter att redan ha besegrat Paekche. Det enade Silla gjorde därmed slut på "de tre kungarikenas period".
Namnet "Samguk" (koreanska: 삼국, 三國), "tre kungariken", förekommer i titlarna till de klassiska texterna Samguk Sagi och Samguk Yusa liksom i den japanska krönikan Nihonshoki.